# ناوچه ایسکوا کلاس ۱۳۰
ناوچه ایسکوا کلاس ۱۳۰ (به انگلیسی: Issaquah 130 class ferry) یک کشتی است که طول آن ۳۲۸ فوت (۱۰۰٫۰ متر) می‌باشد.